# 迪馬揚凱什村
迪馬揚凱什村（波斯語：ديماجانكش，罗马化：Dīmājānkesh），是伊朗吉兰省阿姆拉什县兰库区科吉德鄉的一个村。2006年人口普查顯示該村人口为 205人，分佈在56个家庭中。